# Jason Aldean
Jason Aldine Williams (Macon, 28 de fevereiro de 1977) é um músico country, conhecido profissionalmente como Jason Aldean. Desde 2005, Aldean trabalha com a gravadora independente Broken Bow Records, que lançou seus quatro álbuns e mais doze singles. Seu álbum de estréia auto-intitulado, lançado e em 2009, e o disco Wide Open receberam a certificação de platina pela Recording Industry Association of America (RIAA), enquanto o CD Relentless de 2007 foi certificado como disco de ouro. Dos seus singles, seis conseguiram chegar ao topo das paradas Hot Country Songs: "Why", "She's Country", "Big Green Tractor", "The Truth", "Don't You Wanna Stay" (com a participação de Kelly Clarkson) e "Dirt Road Anthem", e outras seis canções chegaram ao top 10.

## Discografia

### Álbuns
- 2005: Jason Aldean
- 2007: Relentless
- 2009: Wide Open
- 2010: My Kinda Party
- 2012: Night Train
- 2014: Old Boots, New Dirt
- 2016: They Don't Know
- 2018: Rearview Town
- 2019: 9
- 2021: Macon
- 2022: Georgia
- 2023: Highway Desperado